# Safinamid
Safinamid ist der internationale Freiname für einen zugelassenen Wirkstoff zur Behandlung der Parkinson-Krankheit. Chemisch gesehen handelt es sich um ein α-Aminoamid-Derivat. In der kommerziellen Formulierung wird das Mesylatsalz eingesetzt.

## Wirkprinzip
Safinamid ist ein Monoaminooxidase-B-Inhibitor (siehe Monoaminooxidase-Hemmer). Die Substanz soll als Dopamin- und Glutamat-Modulator wirken. Safinamid soll sowohl die selektive, als auch die reversible MAO-B-Hemmung, sowie die Blockade der Dopamin-Wiederaufnahme ermöglichen. In klinischen Studien konnte gezeigt werden, dass die beiden Schlüsselmechanismen zur Kontrolle der Dopamin-Konzentration im Gehirn – Glutamatausschüttung und die Dopamin-Wiederaufnahme durch Hemmung der MAO-B-Aktivität – beeinflusst werden können. Zusätzlich zur reversiblen Inhibierung von MAO-B blockiert Safinamid die spannungsabhängigen Natrium- und Calciumkanäle.
Safinamid wird als Begleittherapie zu Levodopa bei der Parkinson-Krankheit bei Patienten im mittleren bis Spätstadium mit Fluktuationen eingesetzt.

## Entwicklungsgeschichte
Safinamid wurde ursprünglich von dem italienischen Pharmaunternehmen Farmitalia Carlo Erba erfunden. 1993 wurde Farmitalia von Pharmacia übernommen. Zwei Jahre später schlossen sich Upjohn und Pharmacia zu Pharmacia & Upjohn zusammen. 1998 – die Firma hieß nun Pharmacia Corporation – erfolgte ein weltweites Restrukturierungsprogramm des Unternehmens, bei dem die neu gegründete Firma Newron Pharmaceuticals sämtliche Rechte an Safinamid (damals noch als PNU15774E bezeichnet) erhielt. Newron vereinbarte 2006 mit der Merck KGaA, dass die weltweiten Exklusivrechte zur Entwicklung, Herstellung und Vermarktung von Safinamid an Merck gehen. Diese Exklusivrechte bezogen sich auf die Parkinson-Erkrankung, Alzheimer-Krankheit und andere Erkrankungen. Am 21. Oktober 2011 gab Merck bekannt, dass das Unternehmen die Exklusivrechte im April 2012 an Newron zurückgeben wird. Begründet wurde die Entscheidung mit der Priorisierung von Projekten und einem – im Vergleich zu früheren Einschätzungen – geringeren Marktpotenzial von Safinamid.

## Aktuelle Situation der Zulassung
Der erste Zulassungsantrag bei der FDA wurde Anfang August 2014 aufgrund von formalen Fehlern im Zulassungsantrag zurückgewiesen. Der Antrag wurde Ende Dezember 2016 erneut bei der FDA eingereicht. Im März 2017 wurde die Zulassung von der FDA erteilt.
Safinamid wurde im Dezember 2014 von der Europäischen Arzneimittel-Agentur zur Zulassung empfohlen, welche von der Europäischen Kommission im Frühling 2015 gewährt wurde. Das Medikament wird unter dem Handelsnamen Xadago in Deutschland vertrieben. Die Zulassung in der Schweiz erfolgte 2015.

## Synthese
Die Herstellung von Safinamid kann in einer dreistufigen Synthese erfolgen. Im ersten Schritt wird 3-Fluorbenzylchlorid mit 4-Hydroxybenzaldehyd zur entsprechenden Etherstufe umgesetzt. Darauf folgt eine Azomethinbildung durch die Reaktion mit L-Alaninamid, welches im letzten Schritt mit Natriumborhydrid oder Wasserstoff zur Zielverbindung reduziert wird.

## Eigenschaften
Safinamid wird als Hydrochlorid- oder Mesylatsalz beschrieben. Das Mesylat tritt in zwei polymorphen Formen und als Hemihydrat auf. Das Hemihydrat kristallisiert in einem monoklinen Kristallsystem mit der Raumgruppe P21. Die beiden Anhydratformen bilden ein orthorhombisches Kristallsystem mit der Raumgruppe P212121. Sie stehen enantiotrop mit einem reversiblen Umwandlungspunkt zwischen Tieftemperatur- und Hochtemperaturform bei 21 °C zueinander. Die Hochtemperaturform schmilzt bei 217 °C. Für das Hydrochloridsalz wurden ebenfalls zwei polymorphe Formen gefunden. Ein Polymorph kristallisiert in einem triklinen Kristallsystem mit der Raumgruppe P1, das zweite als orthorhombisches Kristallsystem mit der Raumgruppe P212121.

## Weiterführende Literatur
- A. H. Schapira: Safinamide in the treatment of Parkinson's disease. In: Expert Opinion on Pharmacotherapy Band 11, Nummer 13, September 2010, S. 2261–2268, doi:10.1517/14656566.2010.511612. PMID 20707760. (Review).
- M. Onofrj, L. Bonanni, A. Thomas: An expert opinion on safinamide in Parkinson's disease. In: Expert Opinion on Investigational Drugs Band 17, Nummer 7, Juli 2008, S. 1115–1125, doi:10.1517/13543784.17.7.1115. PMID 18549347 (Review).